# George Houstoun Reid
George Houstoun Reid (25 de febrer de 1845 - 12 de setembre de 1918) va ser un polític australià, premier de Nova Gal·les del Sud i 4è Primer ministre d'Austràlia.
Reid va ser líder de la tendència liberal en Nova Gal·les del Sud, comandada per Charles Cowper i Henry Parkes, i que va ser organitzada per Reid com el Partit del Lliure Comerç, en 1889.